# 쇼린지 겐포
쇼린지 겐포(일본어: 少林寺拳法)는 소림쿵후의 수정된 버전이라고 알려진 일본 무술이다. 쇼린지 겐포라는 이름은 소림쿵후의 일본식 발음이다. 1947년 일본 무술가이자, 제2차 세계대전 동안 중국에 살았던 전 군사 정보 요원인 소 도신이 창시했다.

## 같이 보기
- 보디다르마